# يحيى بن علي
يحيى بن علي بن أبي طالب هو أحد أبناء الإمام علي بن أبي طالب، أول أئمة الشيعة، ويُعد من أبناء علي من غير فاطمة الزهراء. لم تُعرف الكثير من التفاصيل حول حياته، لكن انتماءه إلى بيت النبوة جعله محط اهتمام في كتب التاريخ والأنساب، وخاصة في التراث الشيعي.

## نسبه ومولده
يحيى بن علي هو من أبناء علي بن أبي طالب، ويُعتقد أنه وُلد في المدينة المنورة قبل عام 40 هـ. ووالدته من الإماء أو الزوجات غير المعروفات بالاسم في كتب التراجم. ويرد اسمه في عدد من كتب النسب القديمة التي تناولت ذرية علي من غير فاطمة، مثل كتاب *أنساب الأشراف* للبلاذري و*الفخري في أنساب الطالبيين*.

## مكانته وأثره
وردت إشارات في بعض المصادر أن يحيى عاش في الكوفة في ظل الدولة الأموية، وشارك في بعض النشاطات الفكرية أو الحلقات العلمية، لكنه لم يتزعم أي حركة سياسية أو فقهية معروفة. وقد احتفظ له أتباع أهل البيت بمكانة روحية بحكم نسبه، لا سيما في العراق، حيث كان الوجود الشيعي قويًا في الكوفة.

## في المصادر الحديثة
تناولت بعض المواقع الإلكترونية الشيعية سيرة يحيى بن علي، خاصةً ضمن دراسات الأنساب العلوية التي توثق جميع أبناء الإمام علي. وتؤكد هذه المصادر أن عدم شهرة بعض الأبناء لا يعني انتفاء تأثيرهم الديني أو الرمزي، بل قد يرجع ذلك لقلة النقل التاريخي. وقد ظهر ذكر يحيى في عدة بحوث عن العلويين في العراق، منها ما نُشر في وكالة نون ومواقع حوزوية متخصصة.

## الأثر العلمي والديني
لا تُنسب إلى يحيى بن علي كتب أو مؤلفات، لكنه يُعدّ من حملة المعرفة العلوية، وكان من أوائل من عاش في بيئة علمية خصبة كمجتمع الكوفة، الذي خرج منه كبار رواة الحديث والعلماء. وقد أشار بعض المحققين إلى أن نسلًا قليلًا بقي من ذريته، وانتشر لاحقًا في بعض مناطق العراق.